# З'єднувальна колія
З'єднувальна колія — залізнична колія, призначена для з'єднання станції примикання залізниці з промисловою станцією (виробничими районами та дільницями).